# Glande
A glande é a estrutura bulbosa sensível na extremidade distal do pênis humano. A glande é anatomicamente homóloga à glande do clitóris da fêmea humana.
Tipicamente, a glande é completamente ou parcialmente coberta pelo prepúcio, exceto em homens que foram circuncidados. O prepúcio geralmente pode ser retraído e passado pela glande, e pode se retrair automaticamente durante uma ereção.
A glande é mais comumente conhecida como "cabeça" ou "ponta" do pênis. O nome médico vem das palavras latinas glans ('bolota') e penis ('do pênis') - o genitivo latino dessa palavra tem a mesma forma que o nominativo.

## Estrutura
A glande é o tampão expandido do corpo esponjoso. Ele é moldado nas extremidades arredondadas do corpo cavernoso do pênis, estendendo-se mais na parte superior do que nas superfícies inferiores. No topo da glande está o orifício uretral externo vertical, semelhante a uma fenda. A circunferência da base da glande forma uma borda saliente arredondada, a coroa da glande, pendendo sobre um sulco retroglandular profundo (o sulco coronal), atrás do qual está o colo do pênis. O tamanho proporcional da glande pode variar muito. Em alguns pênis é muito mais largo em circunferência do que o eixo, dando ao pênis uma aparência de cogumelo, e em outros é mais estreito e mais parecido com uma sonda. A textura macia e protetora da glande é destina-se a absorver o impacto durante instâncias rigorosas de cópula.
O prepúcio mantém a mucosa em um ambiente úmido. Nos homens que foram circuncidados, a glande fica permanentemente exposta e seca. Vários estudos sugeriram que a glande é igualmente sensível em homens circuncidados e não circuncidados, enquanto outros relataram que é mais sensível em homens que não são circuncidados.
Halata & Munger (1986) relatam que a densidade dos corpúsculos genitais é maior na coroa, enquanto Yang & Bradley (1998) relatam que seu estudo "não mostrou áreas na glande mais densamente inervadas do que outras".
Halata & Spathe (1997) relataram que "a glande contém uma predominância de terminações nervosas livres, numerosos bulbos genitais e raramente corpúsculos de Pacini e Ruffini. O corpúsculo de Meissner e os discos de Merkel não estão presentes".
Yang & Bradley argumentam que "o padrão distinto de inervação da glande enfatiza o papel da glande como uma estrutura sensorial". Alguns pesquisadores sugeriram que a glande evoluiu para se tornar bolota, cogumelo ou em forma de cone, de modo que durante a cópula atua como um dispositivo de remoção de sêmen na vagina de parceiros sexuais anteriores, mas isso não é apoiado quando se olha para parentes primatas que têm diferentes comportamentos com parceiros.

## Significância clínica
O meato (abertura) da uretra está localizado na ponta da glande do pênis.
O epitélio da glande é o tecido mucocutâneo. Birley et al relatam que a lavagem excessiva com sabão pode secar a membrana mucosa que cobre a glande e causar uma dermatite não específica.
Inflamação da glande é conhecida como balanite. Ocorre em 3-11% dos homens e até 35% dos homens diabéticos. Geralmente é mais comum em homens que têm hábitos de higiene inadequados ou que não foram circuncidados. Tem muitas causas, incluindo irritação ou infecção com uma ampla variedade de patógenos. A identificação cuidadosa da causa com a ajuda da história do paciente, exame físico, zaragatoas e culturas e biópsia são essenciais para determinar o tratamento adequado.
A estenose meatal é uma complicação tardia da circuncisão, que ocorre em cerca de 2 a 20% dos meninos circuncidados.

## Outros animais

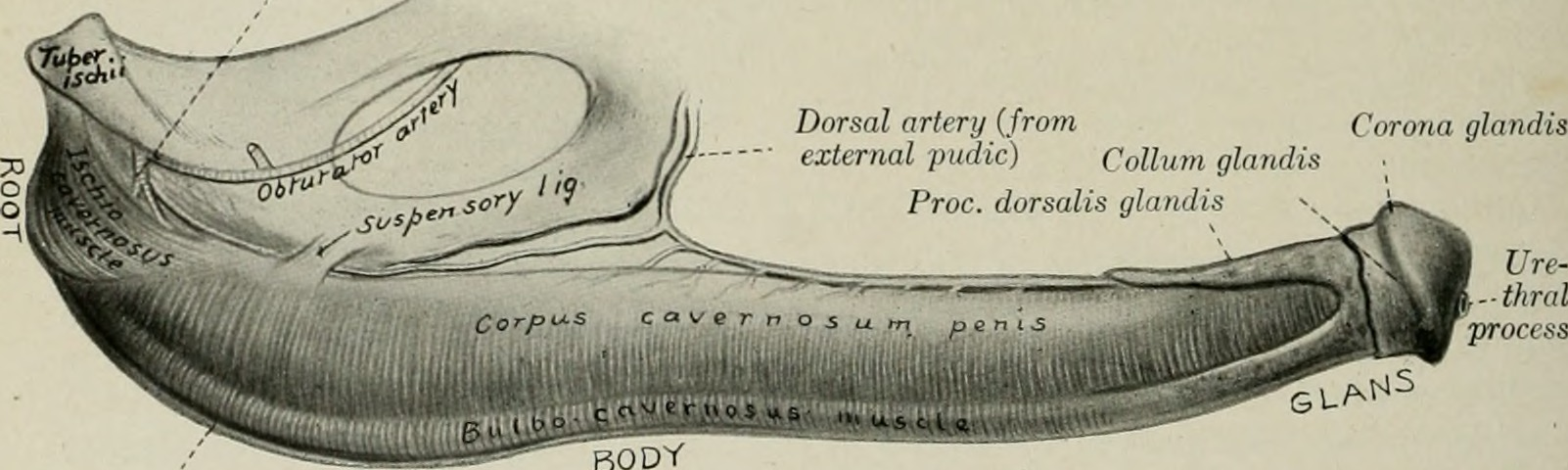
Anatomia do pênis de um cavalo, com a glande na extremidade direita

Felinos machos são capazes de urinar para trás curvando a ponta da glande para trás. Nos gatos, a glande é coberta de espinhos, mas em cães a glande é suave. Espinhas penianas também ocorrem na glande de hienas malhadas machos e fêmeas.
Nos cães machos, a glande é composta por duas partes chamadas bulbus glandis e pars longa glandis. A glande do pênis de uma fossa se estende até a metade do eixo e é espinhosa, exceto na ponta. Em comparação, a glande dos felídeos é curta e espinhosa, enquanto a dos viverrídeos é suave e longa. A forma da glande varia entre diferentes espécies de marsupiais. Na maioria dos marsupiais, a glande é dividida, mas os macrópodes masculinos têm uma glande não dividida. A glande do pênis também é dividida em duas partes nos ornitorrincos e echidnas.
A glande do rato de arroz do pântano é longa e robusta, com média de 7,3 mm (0,29 pol.) de comprimento e 4,6 mm (0,18 pol.).
No Thomasomys ucucha, a glande é arredondada, curta e pequena e é superficialmente dividida em metades esquerda e direita por uma depressão no topo e uma crista na parte inferior. A maior parte da glande é coberta por espinhos, exceto por uma área perto da ponta.
O camundongo de Winkelmann pode ser facilmente distinguido de seus parentes próximos por sua glande parcialmente corrugada.
Quando ereta, a glande do pênis de um cavalo aumenta de 3 a 4 vezes. A uretra se abre dentro da fossa uretral, uma pequena bolsa na extremidade distal da glande. Ao contrário da glande humana, a glande do pênis de um cavalo se estende para trás em seu eixo.
Os Pipistrellus raceyi tem um pênis de glande estreita em forma de ovo.
A glande do pênis de um Xerus inauris macho é grande com um baculum proeminente.